# Alfter
Alfter település Németországban, azon belül Észak-Rajna-Vesztfália tartományban. Lakosainak száma 23 949 fő (2023. december 31.). Alfter Bornheim, Bonn, Meckenheim, Rheinbach és Swisttal községekkel határos.

## Népesség
A település népességének változása:
| Lakosok száma | 16 007 | 25 106 | 23 527 | 23 622 | 23 521 | 23 904 | 23 949 |
|               | 1975   | 2016   | 2017   | 2019   | 2021   | 2022   | 2023   |